# Sabinio Modesto
Sabinio Modesto (en latín: Sabinius Modestus) fue un político y senador del Imperio Romano en el siglo III.
En 241-242/243 fue gobernador de la provincia de Mesia Inferior.